# Heteroconus pauliani
Heteroconus pauliani är en skalbaggsart som beskrevs av Roger Paul Dechambre 1986. Heteroconus pauliani ingår i släktet Heteroconus och familjen Dynastidae. Inga underarter finns listade i Catalogue of Life.